# CIDNP-Spektroskopie
Die CIDNP-Spektroskopie ist eine analytische Methode zur Untersuchung von Reaktionen, die über Radikalpaare ablaufen. 
Die Methode basiert auf der chemisch-induzierten dynamischen Kernspinpolarisation (englisch chemically induced dynamic nuclear polarization, CIDNP). Dabei handelt es sich um einen physikalischen Effekt, der unter bestimmten Umständen bei der Kernspinresonanzspektroskopie (NMR-Spektroskopie) auftritt und bei dem zusätzlich zu den Absorptionssignalen auch Emissionssignale beobachtet werden. Deshalb findet man gelegentlich auch die Bezeichnung RASER (radiowave amplification by stimulated emission of radiation). Ursache für den Effekt, der 1967 zufällig entdeckt wurde, liegt in der Reaktion von Radikalpaaren im magnetischen Feld, nachdem diese durch Wärme oder Strahlung entstanden sind.
Ähnliche Methoden sind die ONP- und SNP- sowie die auf der Elektronenspinpolarisation basierenden CIDEP-, und Endor-Spektroskopie.

## Grundlagen
Bei der Kernspinresonanzspektroskopie werden durch Einstrahlung von Radiowellen Übergänge von Atomkernen, die sich im magnetischen Feld mit entgegengesetztem Spin (z. B. +½ oder −½) in unterschiedlichen Energieniveaus befinden, von dem tieferen in das höhere Energieniveau induziert. Unter bestimmten Bedingungen können Kerne wieder vom höheren in ein niedrigeres Energieniveau übergehen und dabei Energie in Form von Radiowellen abgegeben. Dies wird bei der CIDNP-Spektroskopie ausgenutzt. In Radikalen sind Elektronenspin und Kernspin gekoppelt, wodurch eine Kernspinpolarisation auftritt, die man auch als Energiepolarisation bezeichnet. Dadurch wird das energiereichere Kernspinniveau mit dem Spin −½ stärker besetzt, was in diesem Fall als Folge zu dem Übergang von Kernen zum energieärmeren Niveau führt. 
Zur praktischen Durchführung wird der Probenkopf eines NMR-Spektrometers beheizt oder mit fokussiertem Licht bestrahlt, um in der Lösung Radikale zu erzeugen. Ein klassisches Beispiel ist die Thermolyse bzw. Photolyse von Benzoylperoxid in unterschiedlichen Lösungsmitteln (Cyclohexanon bzw. Tetrachlorkohlenstoff), wobei über die Emissionslinien je nach Lösungsmittel unterschiedliche Radikalpaare identifiziert werden können.

## Anwendung
Generell wird die Methode heute überwiegend als Photo-CIDNP-Spektroskopie zur Untersuchung von Systemen angewendet, in denen als reaktive Zwischenprodukte Radikale auftreten. 